# Bandera de Uruguay
La Bandera de Uruguay   —denominada oficialmente Pabellón Nacional—  es uno de los símbolos nacionales de Uruguay. Fue adoptada por ley de la Asamblea General Constituyente y Legislativa el 18 de diciembre de 1829 y modificada por la misma Asamblea General Constituyente en ley el 12 de julio de 1830.
Consta de cuatro franjas horizontales azules de igual tamaño en fondo blanco, y un cuadrado blanco en el sector del cantón superior izquierdo con un Sol de Mayo con dieciséis rayos, ocho rectos y ocho flamígeros alternados. Las franjas representan a los nueve departamentos originales que conformaban el país al momento de su independencia.
Comparte estatus oficial con la Bandera de Artigas y la Bandera de los Treinta y Tres.

## Historia

### Durante el Imperio hispano

Bandera utilizada por el rey de España para sus dominios desde 1785.

Las primeras banderas utilizadas en el actual territorio de Uruguay corresponden al Imperio español, cada batallón tenía su propia bandera, que podía incorporar diversos elementos heráldicos, incluyendo el escudo de armas del rey de España. Uno de los símbolos más empleados era la cruz de Borgoña, una cruz aspada en color rojo sobre tela blanca. La cruz de Borgoña era uno de los principales emblemas del Imperio español en ultramar, por lo que flameaba sobre los buques de guerra y era transportada por las milicias en el territorio colonial.

Cruz de Borgoña, emblema militar de la Monarquía Hispánica (1506-1785)

En 1785 el rey Carlos III estableció una bandera uniforme para todas las embarcaciones de la Armada Española, similar a la actual bandera de España. El uso de esta bandera rojigualda se extendió en enero de 1786 a «las plazas marítimas, sus castillos y otros cualesquiera de las costas». Pese al establecimiento de esta nueva bandera, la cruz de Borgoña siguió siendo utilizada con frecuencia por los organismos virreinales.

### Proceso independentista

#### Liga Federal

Bandera de la Liga Federal, actualmente conocida como Bandera de Artigas desde 1952 goza de estatus oficial en Uruguay.

Bandera de la Provincia Oriental, establecida por Artigas en 1816

José Gervasio Artigas diseña en 1815 una bandera para representar a la Liga Federal de la cual la Provincia Oriental formaba parte.
En 1816 Artigas establece el primer Pabellón de la Provincia Oriental, consistía de tres franjas horizontales la superior azul, la del medio blanca y la inferior roja, estos son identificados como los colores artiguistas inspirados por la Revolución Francesa. 
Esta bandera ya venía siendo utilizada por las tropas artiguistas durante la Revolución Oriental desde la Batalla de Paso Cuello en 1813.
Durante mucho tiempo se creyó que la bandera izada en Montevideo por Fernando Otorgués el 26 de marzo de 1816 consistía de los colores rojo, azul y blanco, en ese orden, sin embargo investigaciones recientes cuestionan la verosimilitud de esta descripción, siendo más probable que se tratara de la misma bandera azul, blanca y roja que representaba a la Provincia Oriental.

Bandera de los Treinta y Tres Orientales, utilizada en 1825 desde 1952 goza de estatus oficial en Uruguay

#### Cruzada Libertadora
Cruzada Libertadora es la denominación histórica que se le suele dar al movimiento liderado por Juan Antonio Lavalleja, que se inició con el desembarco de los Treinta y Tres Orientales el 19 de abril de 1825 .Las fuerzas revolucionarias de los Treinta y Tres Orientales en 1823 comienzan la liberación de la Provincia Oriental y en 1825 se declaran independientes del Brasil y unidas a las Provincias Unidas del Río de la Plata, para la Cruzada Libertadora confeccionan una bandera inspirada en el antiguo pabellón artiguista de la Provincia Oriental pero con la inscripción "Libertad o Muerte" sobre la franja blanca.

### Provincia Oriental (1825-1828)
Tras la invasión de la Provincia Cisplatina por el ejército oriental Juan Antonio Lavalleja convocó a los pueblos para que decidieran la formación de un gobierno provisional, el que bajo la presidencia de Manuel Calleros, comenzó a actuar el 14 de junio en la Florida (Congreso de la Florida). Este gobierno provisional convocó a una Sala de Representantes de los cabildos de todos los pueblos de la provincia, la que inició sus funciones el 20 de agosto bajo la presidencia de Juan Francisco Larrobla.
El Congreso eligió a Lavalleja como gobernador, capitán general y comandante en jefe de las fuerzas orientales.
El 25 de agosto de 1825 esta representación declaró unánimemente la independencia de la Provincia Oriental con respecto al Brasil, así como la unión a las Provincias Unidas del Río de la Plata, también oficializó como pabellón de la provincia la bandera establecida por Artigas para la Provincia Oriental en 1816.

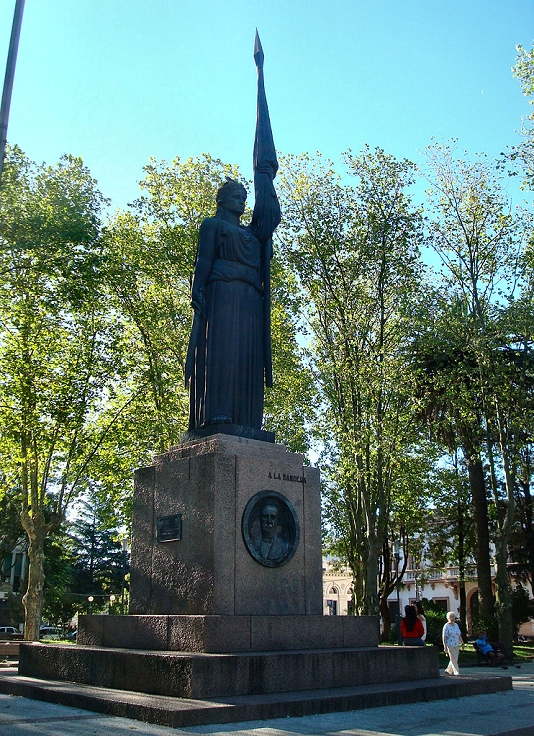
Monumento a la Bandera, Canelones

La Ley de Pabellón declaraba:

Le declara por tal, el que tiene admitido, de tres franjas horizontales, celestes, blanca y punzó, por ahora, y hasta tanto que incorporados los Diputados de esta Provincia, a la Soberanía Nacional, se enarbole el reconocido por el de las Unidas del Río de la Plata, a que pertenece.

### Primer Pabellón Nacional

Primer Pabellón Nacional.

El 28 de agosto de 1828 se firmó la Convención Preliminar de Paz, en la cual se estableció la creación de un Estado independiente de Argentina y de Brasil en el territorio Banda Oriental. Este hecho marcó el nacimiento del Uruguay como país independiente. Dicha Convención pautó que los orientales habrían de elegir un Gobernador Provisorio y una Asamblea Constituyente. Las primeras reuniones se llevaron a cabo en San José de Mayo y continuaron en Villa Guadalupe (actual Canelones). Es allí donde el gobernador provisorio, Joaquín Suárez, planteó la necesidad de contar con un pabellón nacional propio, ya que hasta ese momento se utilizaba el de las Provincias Unidas del Río de la Plata.
De tal manera el 16 de diciembre de 1828 se aprobó el decreto-ley de creación del pabellón nacional:

Canelones, Diciembre 16 de 1828.

La Honorable Asamblea General Constituyente y Legislativa del Estado, en sesión del día anterior, ha acordado en contestación á la nota del Excelentísimo Sr. Gobernador y Capitan General sustituto fecha 17, lo siguiente:

«Artículo único. El pabellon del Estado será blanco con nueve listas de color azul celeste horizontales y alternadas, dejando en el ángulo superior del lado del asta un cuadro blanco en el cual se colocará un Sol.»

Las nueve franjas azul-celestes representaban a los departamentos en los cuales se dividía el territorio uruguayo en esa época: Canelones, Cerro Largo, Colonia, Durazno, Maldonado, Montevideo, Paysandú, San José, y Soriano.

### Pabellón Actual

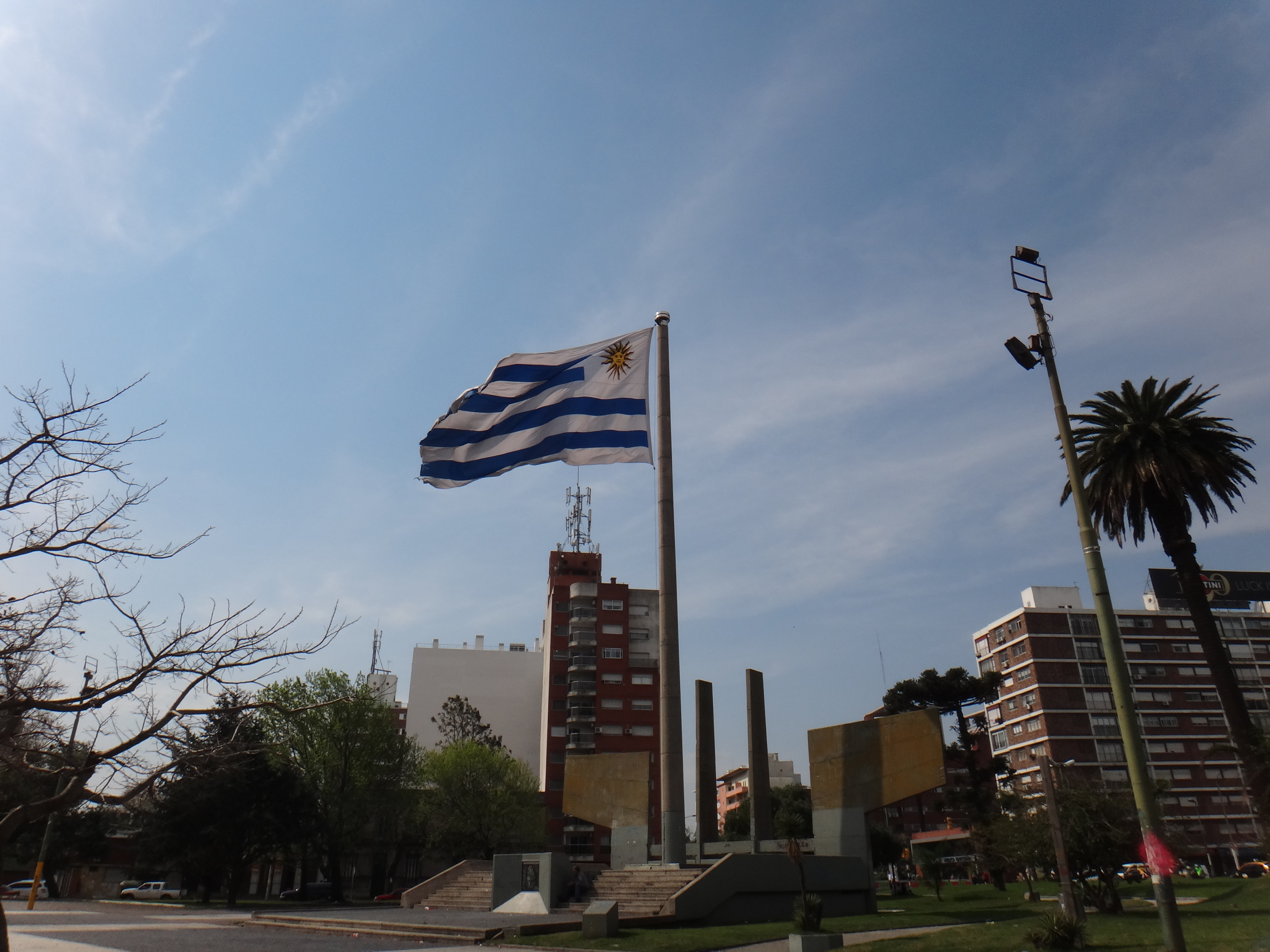
Plaza de la Democracia, Montevideo

Poco tiempo antes del día de la jura de la Constitución, se hizo moción en el seno de la Asamblea Constituyente para que el número de las listas de la bandera fuese disminuído y, encontrándose atendible la idea, se dictó la ley de julio de 1830, que dice así:

Montevideo. Julio 11 de 1830.

Artículo único. El Pabellón Nacional constará de cuatro listas azules horizontales en campo blanco distribuidas con igualdad en su extensión, quedando en lo demás conforme al que establece la ley de 16 de Diciembre de 1828.

Se redujeron sus franjas a cuatro azules y cinco blancas, manteniendo la simbología de la representación de los departamentos.

Como razones determinantes de la reforma se invocó que la multitud de listas producía confusión a la distancia y que habiendo sido el propósito de la Asamblea representar con ellas el número de los nueve departamentos, resultaban en 19 listas, entre blancas y celestes, en vez de las 9 que en la época correspondían. 

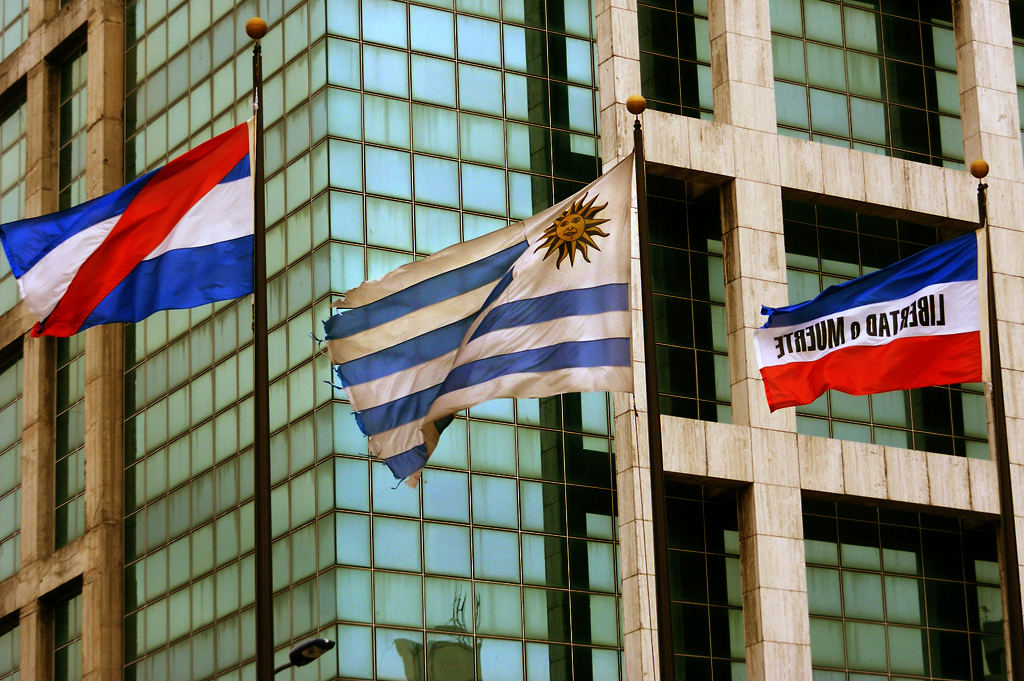
Las tres banderas oficiales de Uruguay

Por último, por decreto del 18 de febrero de 1952 se especificó oficialmente que el dibujo del sol consistiría en un círculo radiante, con cara y orlado de 16 rayos. Con anterioridad a 1952 se le dibujaba con cara por tradición. Por dicho decreto se establecieron los símbolos nacionales y su gradación jerárquica, precedencia y respeto:
1. Pabellón Nacional
2. Escudo de Armas del Estado
3. Himno Nacional
4. Bandera de Artigas
5. Bandera de los Treinta y Tres Orientales
6. Escarapela Nacional[10]

El decreto 435/007 estableció que la Escarapela Nacional es de uso libre, mientras que la escarapela identificada con la Bandera de Artigas es de uso exclusivo de las Fuerzas Armadas y la identificada con la Bandera de los Treinta y Tres Orientales es de uso exclusivo de la Policía Nacional.

### Banderas de la guerra civil
Durante la Guerra Grande, fuerzas leales al Partido Nacional, al mando de Manuel Oribe, usaban una versión de la bandera oriental de azul muy oscuro, apoyados por los federales argentinos, que a su vez utilizaban una versión de azul muy oscuro en la bandera de la Confederación Argentina. A su vez, las fuerzas de la sitiada Montevideo, leales al Partido Colorado, dirigidos por Fructuoso Rivera, cuyo color distintivo era antes de la batalla de Carpintería el color celeste, empleaban una versión de la bandera uruguaya de color celeste muy claro, siendo apoyados por los Unitarios de Buenos Aires en el exilio quienes tenían por emblemático el color celeste claro.

## Promesa y juramento de fidelidad

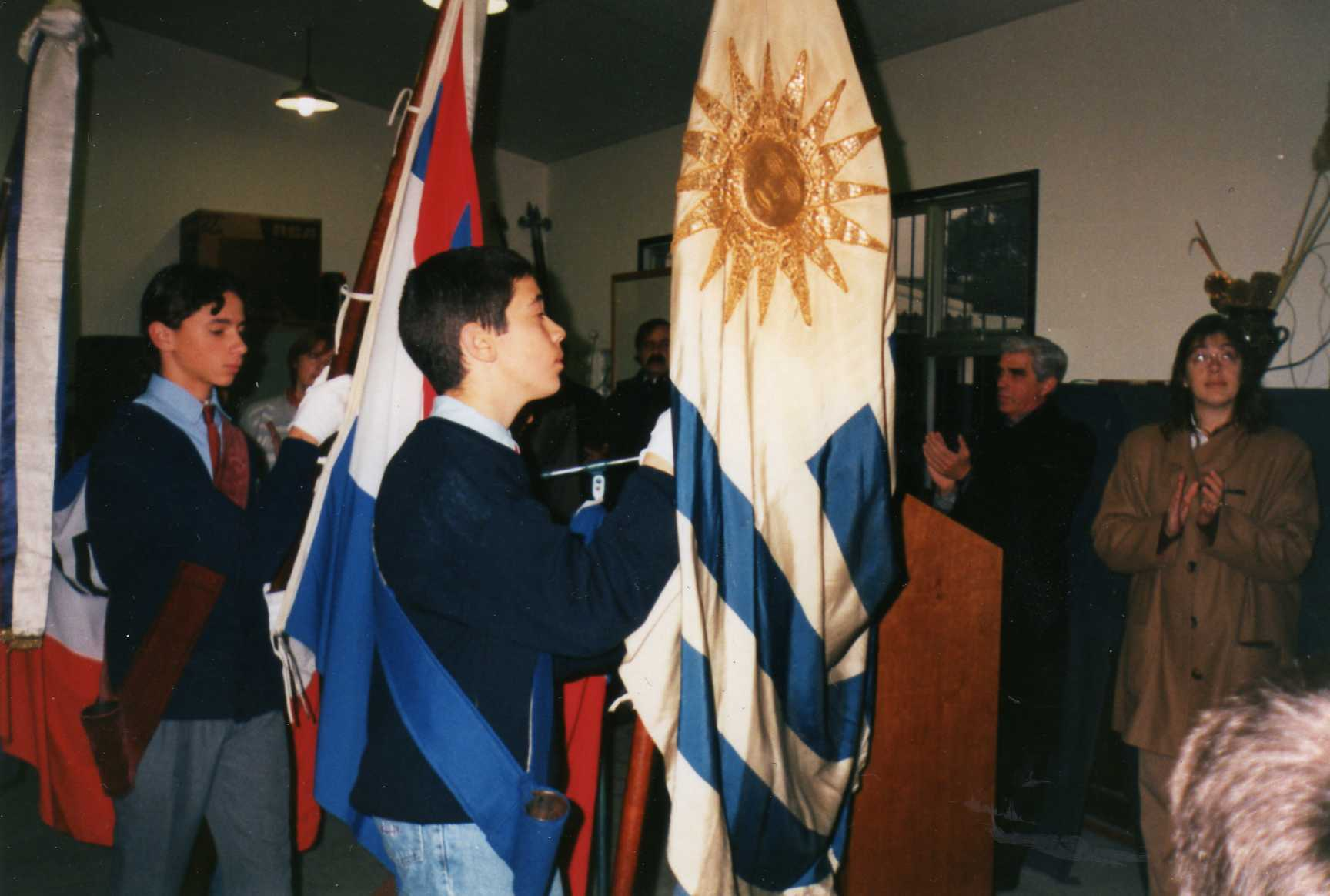
Alumnos de secundaria prestando juramento a la bandera.

Por lo menos en una ocasión de su vida, todo ciudadano natural o legal del Uruguay está obligado a prestar juramento de fidelidad a la Bandera Nacional. Dicha obligación fue establecida por el artículo 28.º de la ley N.º 9.943, del 20 de julio de 1940, y decretos reglamentarios del 19 de diciembre de ese año y del 26 de mayo, 10 de junio y 1.º de julio de 1943.

Todo ciudadano, natural o legal, está obligado a prestar juramento de fidelidad a la Bandera Nacional, en acto público y solemne. La Universidad y la Enseñanza Secundaria, así como todos los Institutos privados de enseñanza secundaria y profesional, dispondrán que en sus respectivos locales los alumnos presten ese juramento en idénticas condiciones.

A su vez, la ley N.º 9.935, del 14 de junio de 1940, estableció que «en todos los institutos de enseñanza públicos y privados (...) se realizará solemnemente, el día 19 de junio, la jura de la bandera».
El 19 de junio de cada año se toma la Promesa de Fidelidad a la Bandera a los niños de primer año de escuela y el Juramento de Fidelidad a la Bandera a los de primer año secundario. De acuerdo a la Circular N.º 9 del Consejo de Educación Primaria, el texto para tomar Promesa de Fidelidad a la Bandera es:

¿Prometéis respetar y honrar esta Bandera que representa la dignidad, la soberanía y la gloriosa historia de nuestra Patria, la República Oriental del Uruguay?

A lo que, al prestar la promesa, se responde: ¡Sí, prometo!
Y el texto para tomar Juramento de Fidelidad a la Bandera es:

¿Juráis honrar vuestra Patria, con la práctica constante de una vida digna, consagrada al ejercicio del bien para vosotros y vuestros semejantes; defender con sacrificio de vuestra vida, si fuere preciso, la Constitución y las Leyes de la República, el honor y la integridad de la Nación y sus instituciones democráticas, todo lo cual simboliza esta Bandera?

A lo que, al prestar el juramento, se responde: ¡Sí, juro!
A su vez, los institutos educativos oficiales omisos en organizar el acto de juramento pueden ser pasibles de sanciones administrativas y los privados pueden ser multados. La falta de juramento de fidelidad a la bandera acarrea sanciones como la imposibilidad de expedir títulos profesionales o técnicos sin el cumplimiento de esa obligación.
Hasta la aprobación de la Ley 19.121 del año 2013, una persona que no hubiera jurado la bandera tampoco podía ser admitido como trabajador en la Administración Pública.

## Banderas oficiales de Uruguay

Bandera de Artigas
Bandera de Uruguay
Bandera de los Treinta y Tres Orientales

## Banderas similares

Bandera de Grecia.
Bandera de Argentina.